# Gogowo
Gogowo (biał. Гогава; ros. Гогово) – wieś na Białorusi, w obwodzie witebskim, w rejonie postawskim, w sielsowiecie Juńki.

## Historia
W czasach zaborów wieś w granicach Imperium Rosyjskiego.
W dwudziestoleciu międzywojennym wieś leżała w Polsce, w województwie wileńskim, w powiecie duniłowickim (od 1926 postawskim), w gminie Mańkowicze (od 1927 gmina Hruzdowo).
Według Powszechnego Spisu Ludności z 1921 roku zamieszkiwały tu 83 osoby, 74 było wyznania prawosławnego a 9 prawosławnego. Jednocześnie wszyscy mieszkańcy zadeklarowali polską przynależność narodową. Było tu 13 budynków mieszkalnych. W 1931 w 13 domach zamieszkiwało 77 osób.
Miejscowość należała do parafii rzymskokatolickiej w Hruzdowie i prawosławnej w Mańkowiczach. Podlegała pod Sąd Grodzki w Postawach i Okręgowy w Wilnie; właściwy urząd pocztowy mieścił się w Mańkowiczach.
W 1938 roku miejscowość należała do gromady Sawicze gminy Hruzdowo.